# Mujibnagar
Mujibnagar är ett underdistrikt i Bangladesh. Det ligger i den västra delen av landet, 180 km väster om huvudstaden Dhaka.
Trakten runt Mujibnagar består till största delen av jordbruksmark. Runt Mujibnagar är det tätbefolkat, med 982 invånare per kvadratkilometer.